# Перешарування гірських порід
Перешарування гірських порід (рос. переслаивание горных пород, англ. interbedding, interstratification; нім. Wechsellagerung f der Schichten) – чергування шарів гірських порід у розрізі (рівномірне і часте), яке відрізняється за ознаками складу, кольору тощо. Приклади П.: стрічкові глини, фліш. 